# فدز
فدز (انگلیسی: Fedez؛ زادهٔ ۱۵ اکتبر ۱۹۸۹) خواننده رپ، تهیه‌کننده موسیقی، و پادکست‌ساز اهل ایتالیا است. وی از سال ۲۰۰۶ میلادی تاکنون مشغول فعالیت بوده‌است.